# Gruba Kaśka
Gruba Kaśka – ujęcie wody w Warszawie i budynek studni miejskiej w korycie rzeki Wisły, która pompuje wodę z systemu poddennych drenów do mieszczącej się na Saskiej Kępie Stacji Uzdatniania Wody (SUW) „Praga” Zakładu Centralnego należącego do Miejskiego Przedsiębiorstwa Wodociągów i Kanalizacji (MPWiK). Nadmiar wody z Grubej Kaśki kierowany jest na drugą stronę rzeki do Stacji Uzdatniania Wody (SUW) „Filtry” tego samego zakładu.
Jest jedynym obiektem w Europie położonym w nurcie rzeki, wykorzystującym naturalny proces infiltracji.

## Opis
Gruba Kaśka została wzniesiona w 1964. W 2002 została wyremontowana wizualnie i technicznie oraz zwiększono jej przepustowość. Oddano ją ponownie do użytku w styczniu 2003 r. Pobiera wodę z 15 promieniście ułożonych drenów, które znajdują się ok. 6 metrów pod dnem i 300-metrowym rurociągiem pompują ją na brzeg. Rurociąg ten znajduje się w podwodnym tunelu, którym obsługa może także dostać się z praskiego brzegu do wnętrza budowli.

## Historia
Ujęcia infiltracyjne zawsze budowane były na lądzie. Metodę pobierania wody spod dna rzeki opracował Włodzimierz Skoraszewski. Jej przewaga nad filtrami w brzegach polega na tym, że na nieuregulowanej rzece występuje zjawisko stałego przesuwania się rumowiska dennego. Zapewnia to ujęciom stałą, naturalną wymianę złoża. W Warszawie dodatkowo dwa spulchniacze „Chude Wojtki“, pływające stale w okolicach Grubej Kaśki i położonych wyżej dwóch ujęć brzegowych, strugami wody pod ciśnieniem spłukują wierzchnią, najbardziej zanieczyszczoną warstwę. Nurt Wisły nanosi wtedy kolejną warstwę.
Nazwa „Chudych Wojtków” jest nawiązaniem do szczupłego i wysokiego Jerzego Wojtkowskiego, który w latach 60. opracował technologię hydraulicznego spulchniania złoża filtracyjnego. Prototypowa jednostka została zbudowana w latach 1968-1969, oddana do eksploatacji w roku 1971 i wykorzystywana do lata 90.. „Chudy Wojtek II” został zwodowany w 1980 roku, a „Chudy Wojtek III” w 1998 roku.
Rozruch Grubej Kaśki nastąpił 22 września 1964.
Z powodu zmian klimatu i coraz częstszymi i dłuższymi okresami suszy, których skutkiem są niskie stany wody w Wiśle, w 2024 roku Miejskie Przedsiębiorstwo Wodociągów i Kanalizacji w m.st. Warszawie podpisało umowę na zaprojektowanie, budowę i dostawę dwóch nowych „Chudych Wojtków“.

## Dane techniczne
- umiejscowienie wzdłużne – 509 km biegu Wisły
- umiejscowienie poprzeczne – 186 m od zachodniego brzegu
- układ drenów – promienisty
- liczba drenów – 15
- głębokość umiejscowienia drenów – 4–8 m.
- łączna długość drenów – 1472 m.
- data uruchomienia – 22 września 1964 r.
- wydajność – 90–120 tys. m³ na dobę.

## Galeria

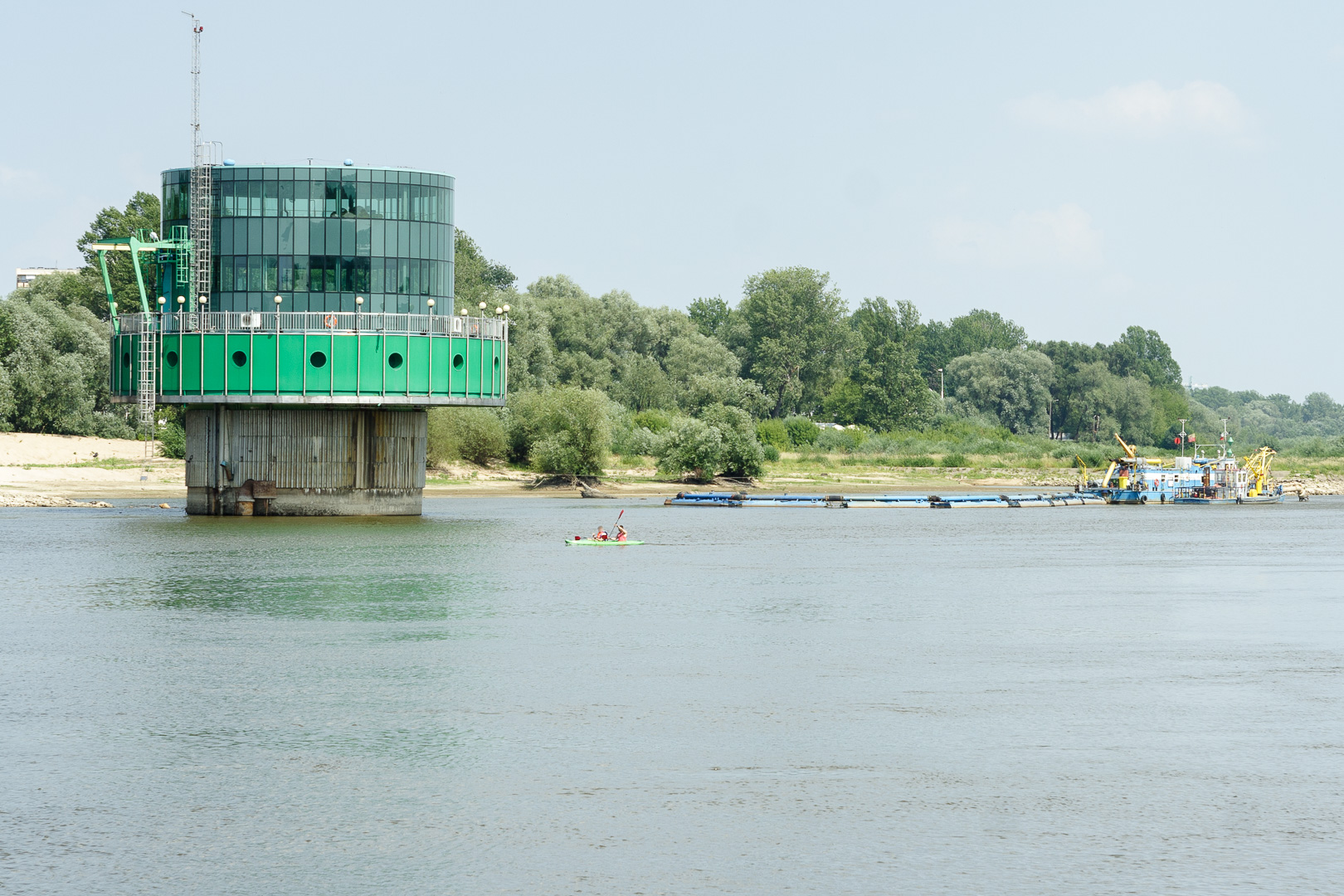
Gruba Kaśka, obok pogłębiarka „Sawa”
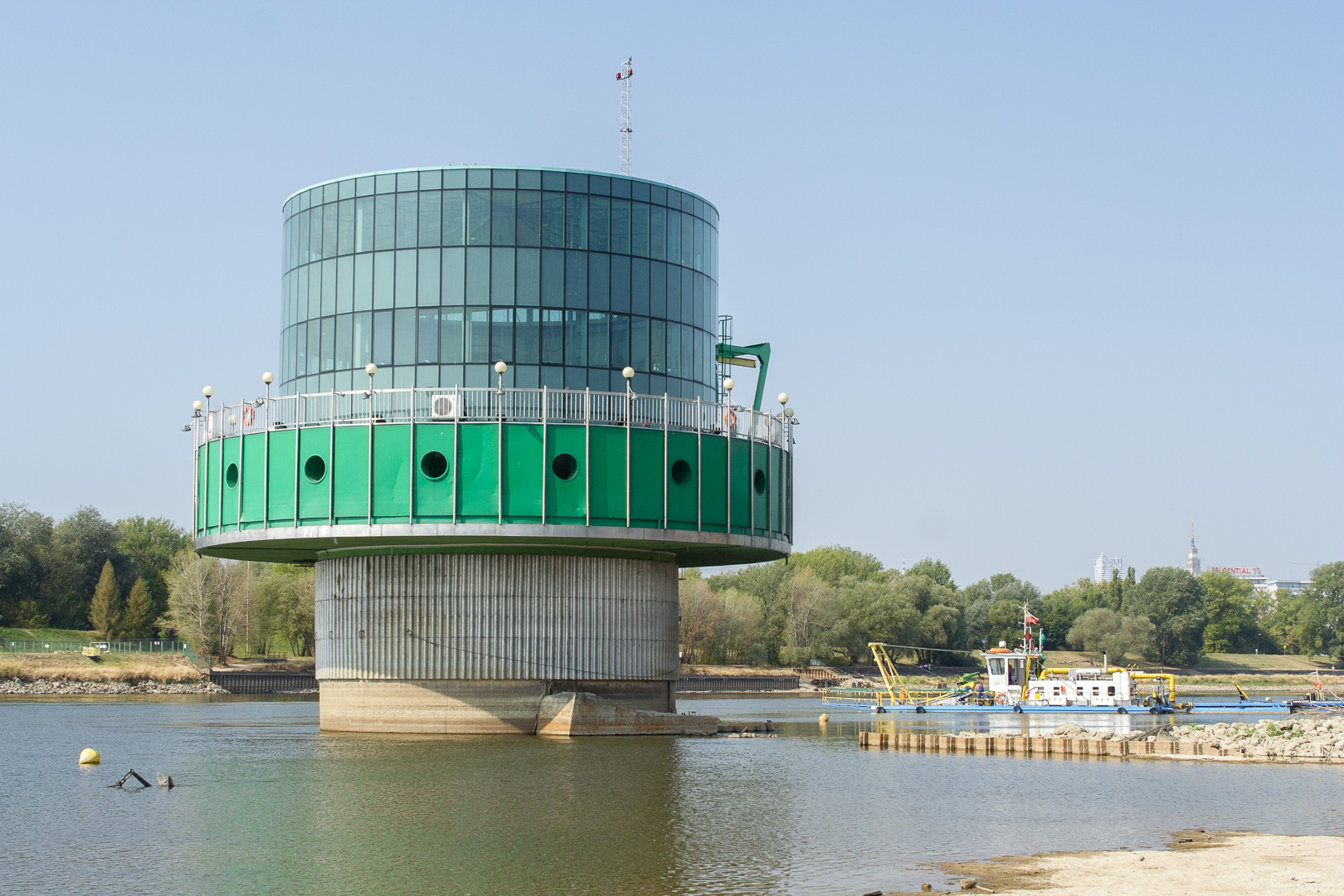
Gruba Kaśka, obok pogłębiarka inna niż „Sawa”
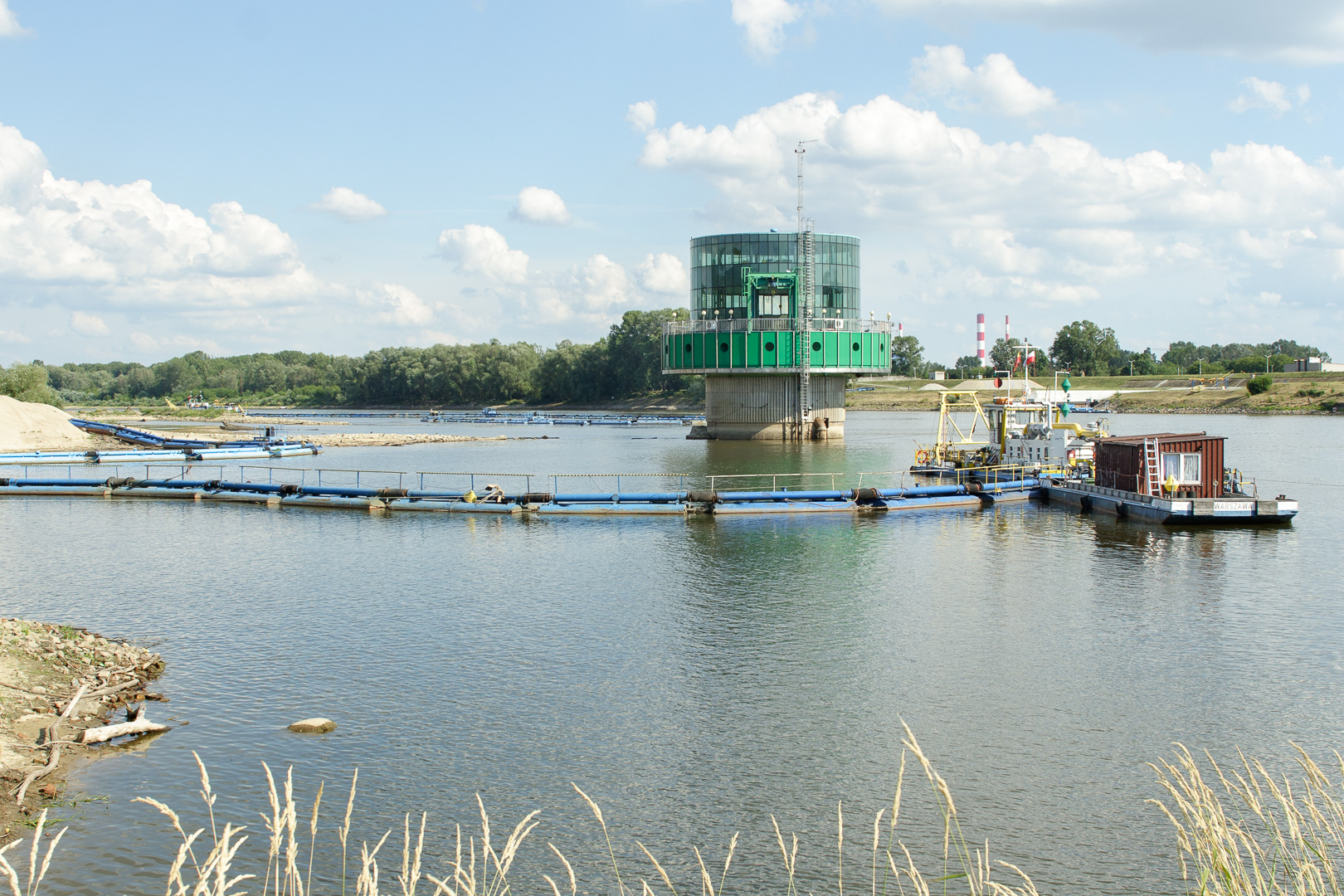
Gruba Kaśka i pogłębiarka
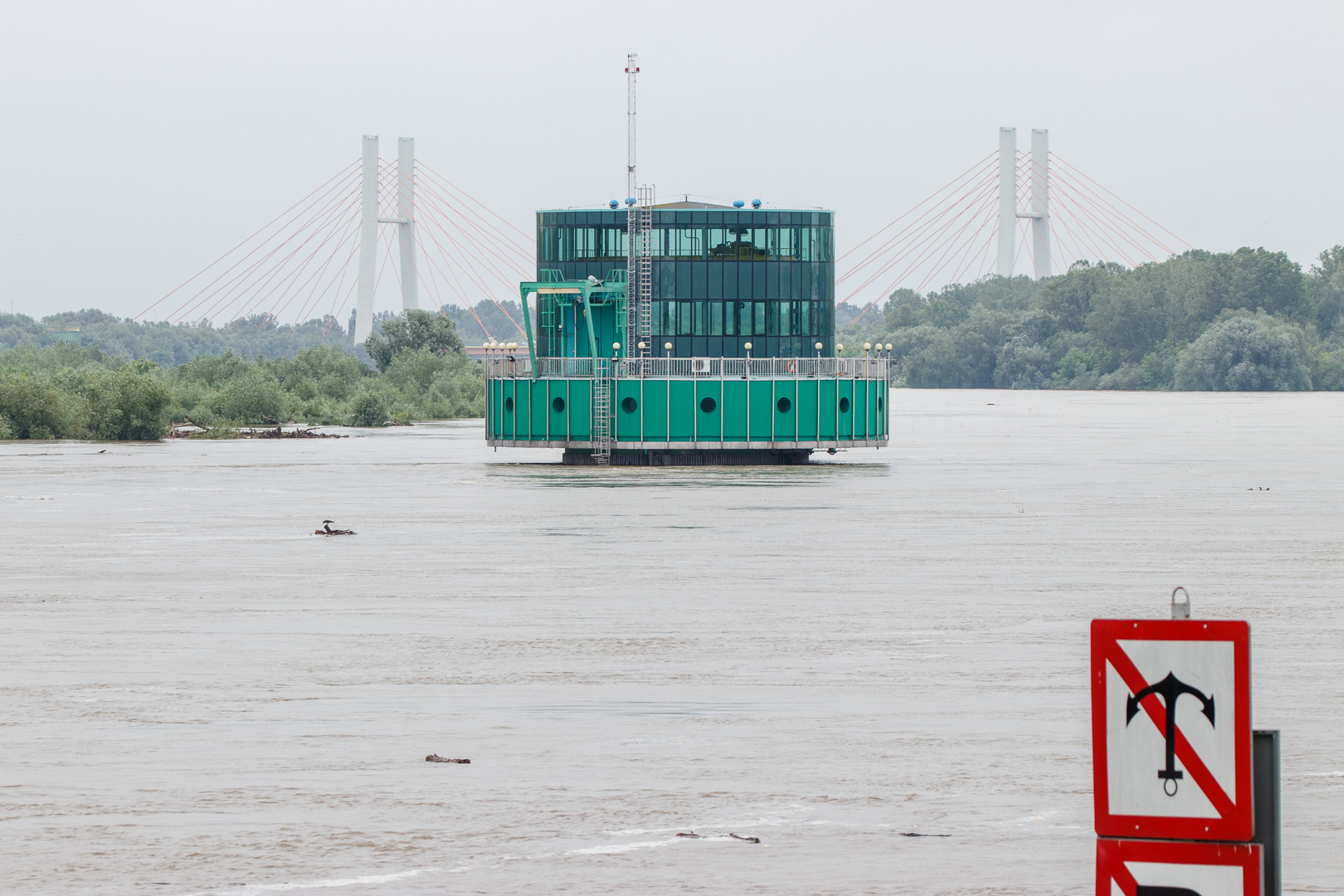
Gruba Kaśka przy wysokim stanie wody
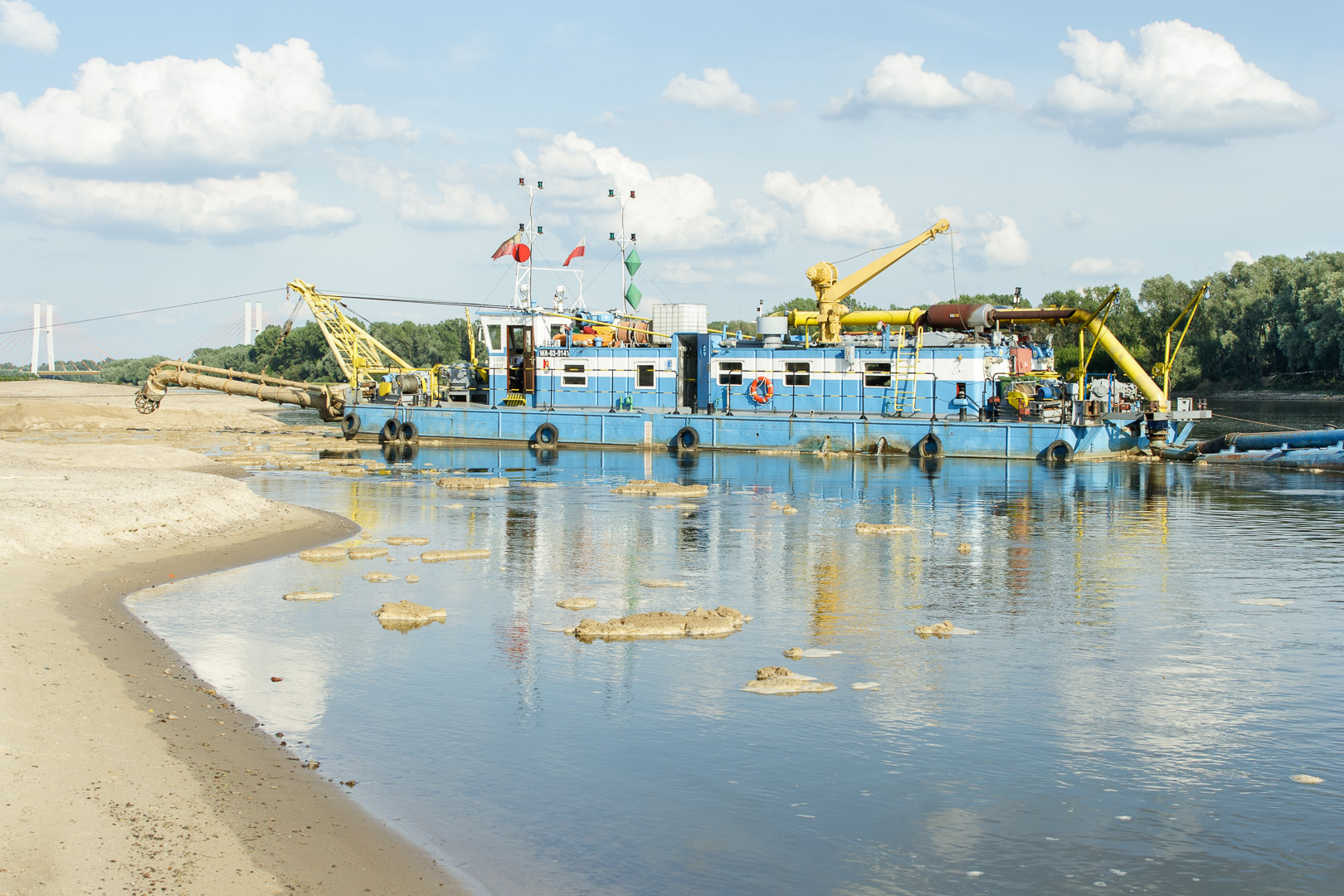
Pogłębiarka „Sawa”
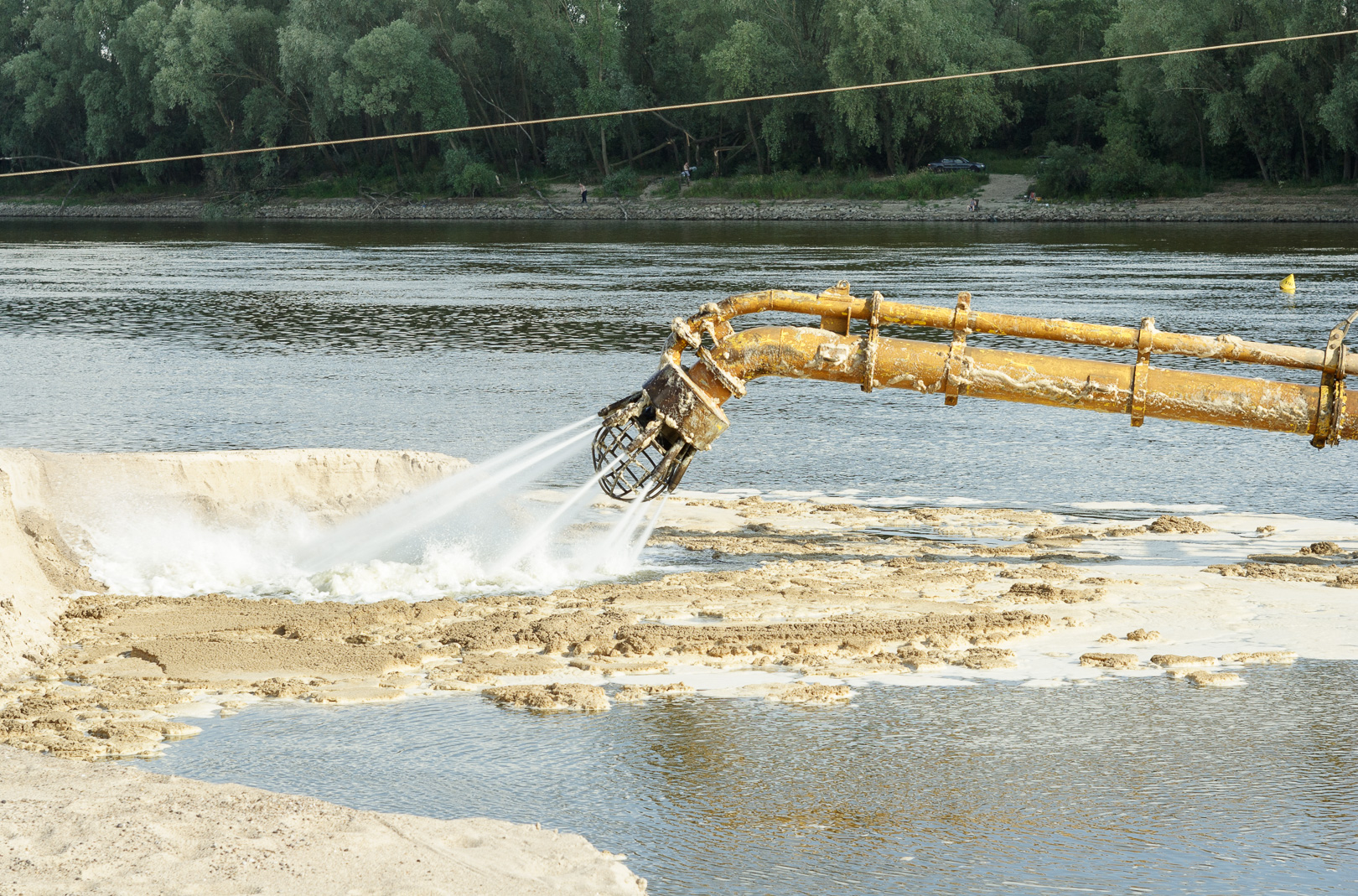
Pogłębiarka „Sawa” – głowica
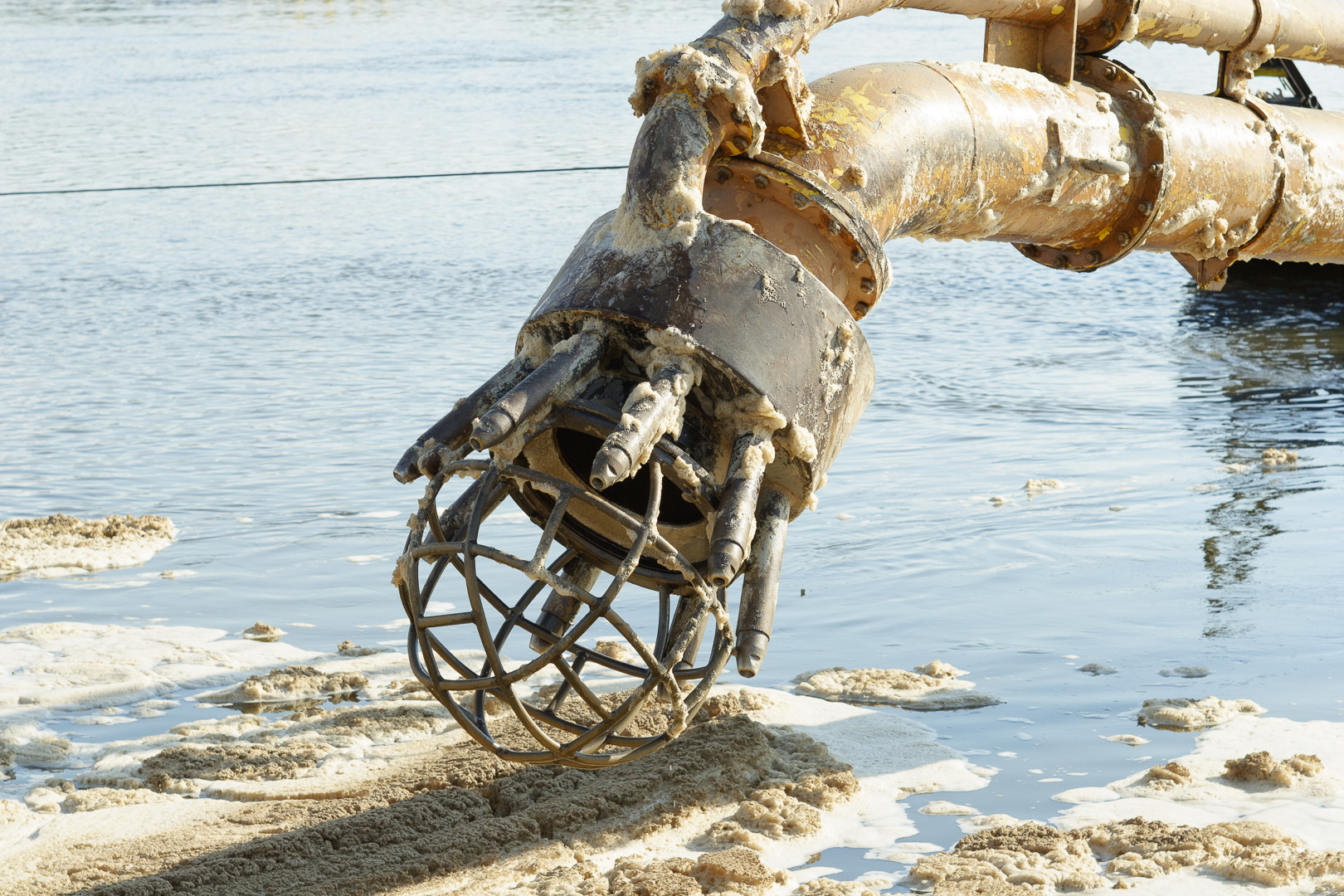
Pogłębiarka „Sawa” – głowica
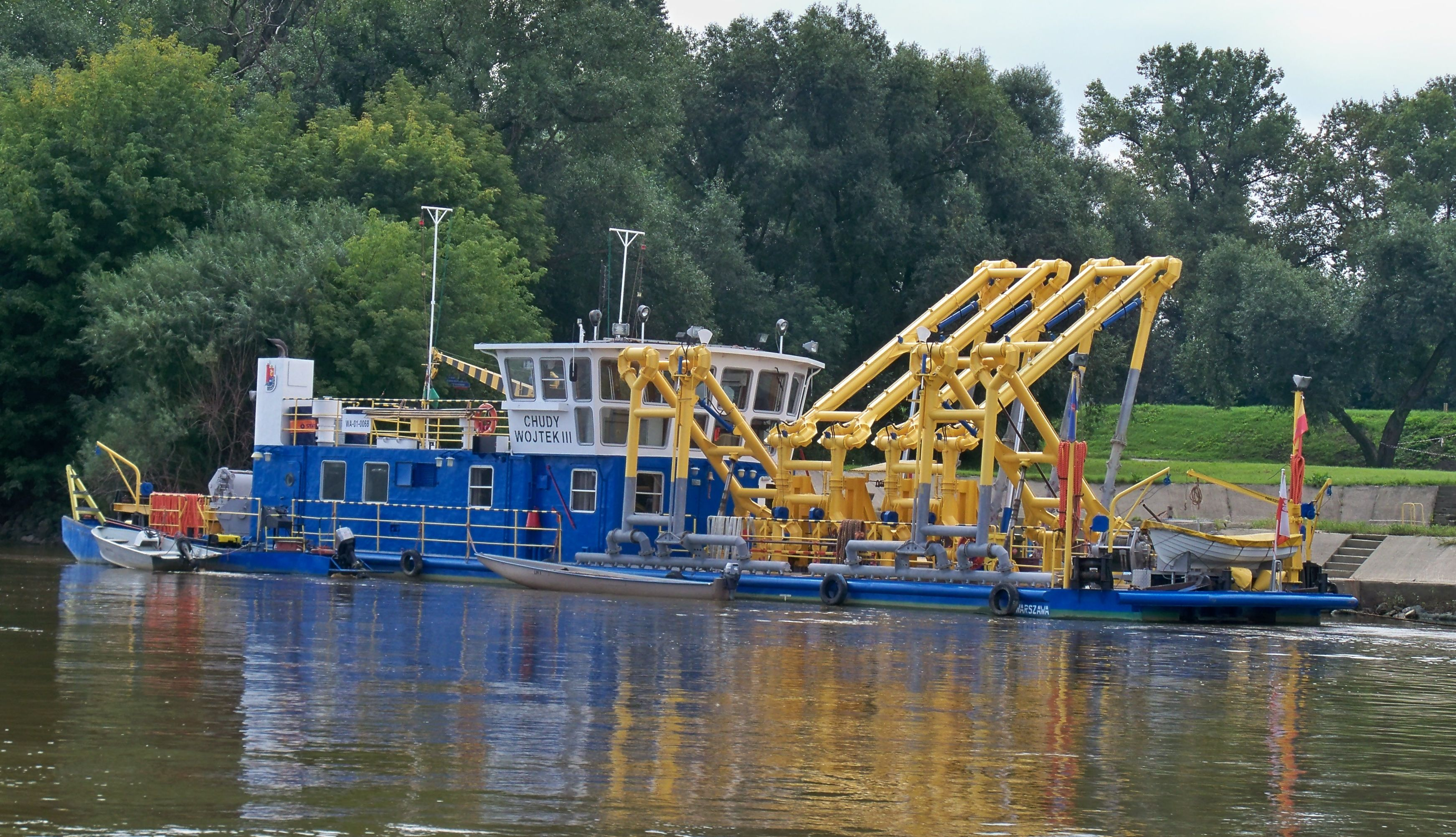
„Chudy Wojtek III”